# Jacques Charles François Sturm
Jacques Charles François Sturm, francoski matematik, * 29. september 1803, † 15. december 1855.
Po njem se imenuje Sturm-Liouvillova teorija in Sturmov izrek.